# ساندرو ياشفيلي
ساندرو ياشفيلي هو لاعب كرة قدم جورجي في مركز الهجوم، ولد في 3 يناير 1985 في تلاوي في جورجيا. شارك مع منتخب جورجيا تحت 17 سنة لكرة القدم ومنتخب جورجيا لكرة القدم. أما مع النوادي، فقد لعب مع أنجي محج قلعة ونادي تشيخورا ساتشخيره ونادي ثون ونادي دينامو تبليسي ونادي سيوني بولنيسي ونادي ميتالورغي روستافي وويت جورجيا.

## وصلات خارجية
- ساندرو ياشفيلي على موقع الاتحاد الأوربي (الإنجليزية)
- ساندرو ياشفيلي على موقع قاعدة بيانات كرة القدم.إي يو (الإنجليزية)
- ساندرو ياشفيلي على موقع ناشيونال فوتبول تيمز (الإنجليزية)
- ساندرو ياشفيلي على موقع Soccerway.com (الإنجليزية)
- ساندرو ياشفيلي على موقع عالم كرة القدم.نت (الإنجليزية)